# Lichtwolf
Lichtwolf – Zeitschrift trotz Philosophie war eine deutschsprachige, illustrierte Kulturzeitschrift, die von 2002 bis 2022 erschien. Der Name bezieht sich auf „Lichtung“, einen Begriff in der Philosophie Martin Heideggers.

## Entstehung und Entwicklung
Die Zeitschrift Lichtwolf wurde 2002 im Umfeld der Fachschaft Philosophie der Uni Freiburg gegründet. Die ersten Ausgaben bis 2007 wurden mit Schreibmaschinen getippt, von Hand illustriert und in Copyshops vervielfältigt. Nach einer Unterbrechung erschien die Zeitschrift seit 2009 vierteljährlich im catware.net Verlag (Ostfriesland). Seit 2011 wurden alle Ausgaben auch als E-Book angeboten.

## Die Zeitschrift

### Inhaltliche Ausrichtung
Nachdem die Zeitschrift in den ersten Jahrgängen neben Philosophie auch hochschulpolitische Themen wie die Proteste gegen Studiengebühren und die Bologna-Reformen an der Uni Freiburg behandelte sowie Gedichte und Kurzgeschichten veröffentlichte, hat sich der Fokus zunehmend auf Essays verschoben. Dabei wird auf die in akademischen Fachzeitschriften übliche Sprache und Form verzichtet. Stattdessen enthalten die Texte neben erzählerischen und journalistischen auch satirische Elemente (etwa die vermeintliche Kinderseite „Lichtwelpe“), was ihr auch die Bezeichnung „intellektuelle »Titanic«“ einbrachte. Jede Ausgabe steht unter einem Titelthema wie z. B. Bürgerpflicht (Nr. 43), Blumenkraft (Nr. 49) oder Tittenhitler (Nr. 37). Neben der gegenwartskritischen Auseinandersetzung mit Politik, Medien und Wirtschaft werden sowohl aktuelle philosophische Kontroversen (etwa um die Schwarzen Hefte Martin Heideggers oder um den Bioethiker Peter Singer) wie auch schöngeistige Nischenthemen (z. B. vergessene Autoren) behandelt.

### Autoren
Zu den regelmäßigen Autoren zählen Bdolf, Jonis Hartmann, Michael Helming, Marc Hieronimus, Wolfgang Schröder, Johannes Witek, Sarah Maria Lenk und Elisa Nowak. Einzelne Gastbeiträge stammten u. a. von Hadayatullah Hübsch, Georg Seeßlen, Lino Wirag und Dietmar Wischmeyer.